# Stróża (powiat łódzki wschodni)
Stróża – wieś w Polsce położona w województwie łódzkim, w powiecie łódzkim wschodnim, w gminie Andrespol.
W latach 1975–1998 miejscowość należała administracyjnie do ówczesnego województwa łódzkiego.
Obecnie na terenie sołectwa szybko rozwija się budownictwo jednorodzinne i powstało wiele nowych zabudowań. Populacja wsi bardzo szybko wzrasta głównie za sprawą przeprowadzających się tutaj mieszkańców Łodzi. Podobnie jak ma to miejsce na terenie całej gminy Andrespol. Przez wieś przebiega droga asfaltowa, powiatowa nr 02912E.
Miejscowość włączona jest do sieci komunikacji autobusowej MPK Łódź: linie 82B i 92.
Do sołectwa Stróża należy także osada Ludwików.